# Manzil
Manzil (in arabo منزل‎?, pluraleمنازل‎ manāzil) è il termine usato per indicare una delle sette parti di approssimativamente uguale lunghezza in cui viene diviso il Corano affinché sia recitato integralmente in una settimana.
Queste sono:

1. Da al-Fatiha (1) sino ad al-Nisāʾ (4)
2. Da al-Maʾida (5) sino ad al-Tawba (9)
3. Da Yūnus (10) sino ad al-Naḥl (16)
4. Da Isrāʾ (17) sino ad al-Furqān (25)
5. Da al-Shuʿarāʾ (26) sino a Yā-Sīn (36)
6. Da al-Saffāt (37) sino ad al-Hujarat (49)
7. Da Qaf (50) sino ad al-Nās (114)

lo schema seguito è:

1. Le prime quattro sure
2. Le successive 5
3. Le successive 7
4. Le successive 9
5. Le successive 11
6. Le successive 13
7. Le restanti 65

Un secondo significato indica un insieme di versetti presi da diverse parti del Corano utili nella cura o nel prevenire il Sihr. La collezione di tali versetti è disponibile in vari libri di differenti editori.

## Come difesa dalla magia nera
Il concetto di maleficio o stregoneria esiste nell'Islam. Nel Corano il versetto 102 della sura al-Baqara dichiara:
(Cor., Sūra II:102, traduzione di Roberto Hamza Piccardo, 1994)
 Nella tradizione Maometto stesso fu vittima di magie, ma annullò il loro effetto recitando le due ultime sure del Corano. Secondo varie tradizioni, svariate parti del Corano hanno un effetto positivo nel negare e prevenire gli effetti della stregoneria, o in generale per stare in salute e migliorare la pratica dell'Islam. L'eminente studioso musulmano del subcontinente indo-pakistano Muhammad Zakariyya al-Kandahlawi ha riunito questi versetti in un libro che ancora oggi è usato come difesa dalla stregoneria. Questo libro è popolarmente conosciuto come Manzil.
Il Manzil comprende i seguenti versetti del Corano:
- Sūrat al-Fātiḥa (capitolo 1): versetti da 1 a 7
- Sūrat al-Baqara (capitolo 2): versetti da 1 a 5, 163, da 255 a 257, e da 284 a 286
- Sūrat al-ʿImrān (capitolo 3): versetti 18, 26 e 27
- Sūrat al-Aʿrāf (capitolo 7): versetti da 54 a 56
- Sūrat al-Isrāʾ (capitolo 17): versetti 110 e 111
- Sūrat al-Muʾminūn (capitolo 23): versetti da 115 a 118
- Sūrat al-Saffāt (capitolo 37): versetti da 1 a 11
- Sūrat al-Raḥmān (capitolo 55): versetti da 33 a 40
- Sūrat al-Hashr (capitolo 59): versetti da 21 a 24
- Sūrat al-Jinn (capitolo 72): versetti da 1 a 4
- Sūrat al-Kāfirūn (capitolo 109): versetti da 1 a 6
- Sūrat al-Ikhlāṣ (capitolo 112): versetti da 1 a 4
- Sūrat al-Falaq (capitolo 113): versetti da 1 a 5
- Sūrat al-Nās (capitolo 114): versetti da 1 a 6

Si prescrive di leggere l'intero Manzil una o tre volte in un'unica sessione, una o due volte al giorno, spesso una volta al mattino e una alla sera.
| Controllo di autorità | LCCN (EN) sh00006400 · BNF (FR) cb14464835g (data) |